# 536 Merapi
536 Merapi
536 Merapi là một tiểu hành tinh ở vành đai chính, thuộc nhóm tiểu hành tinh Cybele. Nó di chuyển theo quỹ đạo ở vùng giữa Sao Hỏa và Sao Mộc.
Tiểu hành tinh này do George Henry Peters phát hiện ngày 11.5.1904 ở Washington D.C. (Hoa Kỳ) và được đặt theo tên núi Merapi trên đảo Sumatra (Indonesia), nơi nhiều đoàn khoa học gia tới quan sát hiện tượng nhật thực ngày 17.5.1901.